# 4199 Andreev
4199 Andreev este un asteroid din centura principală, descoperit pe 1 septembrie 1983 de Henri Debehogne.